# Dziadek Mróz i szary wilk (film 1978)
Dziadek Mróz i szary wilk (ros. Дед Мороз и серый волк, Died Moroz i sieryj wołk) – radziecki animowany film krótkometrażowy z 1978 roku w reżyserii Witolda Bordziłowskiego.

## Obsada głosowa
- Anatolij Papanow – Wilk
- Boris Władimirow – Wrona
- Gieorgij Wicyn – Zając
- Anatolij Sołowniow – Dziadek Mróz
- Gotlib Roninson – Bałwan
- Marija Winogradowa – zajączątka
- Margarita Korabielnikowa – zajączątka
- Olga Gromowa –
  - zajączątka,
  - Śnieżynka

## Wersja polska
Opracowanie: Studio Opracowań Filmów w Warszawie

Reżyseria: Maria Piotrowska

Dialogi: Maria Etienne

Dźwięk: Zdzisław Siwecki

Montaż: Anna Łukasik

Kierownictwo produkcji: Andrzej Staśkiel

Źródło: